# 少女終末旅行
《少女終末旅行》是由日本漫畫家Tsukumizu（つくみず）創作，以末日幻想為題材的漫畫，作品自2014年2月21日到2018年1月12日在新潮社的網路漫畫網站《水母Bunch》上連載，一共發行6冊單行本。
作品劇情內容是架構在一個經歷大規模的毀滅性戰爭後，文明已全部瓦解、人類與地表上其牠生物幾乎全部滅絕的末日世界，主角千都與尤莉是一對少數還存活的人類，她們平時駕駛著軍用車輛，在死寂的廢墟世界裡各處遊走探索。
漫畫在推出後除了有得到日本星雲獎的漫畫部門獎項榮譽之外，並被WHITE FOX動畫工作室改編成電視動畫，在2017年10月6日至12月22日於AT-X等其它電視頻道播放。

## 劇情簡介
公元3230年，在文明崩壞的末日世界中，人類與地表上的生物幾乎全部滅絕。千都與尤莉是一對少數存活在世界上的少女，她們兩人平時駕駛著Kettenkrad半履帶摩托車在多階層構造的廢墟都市裡遊走，反覆過著尋找燃料補給、口糧、飲水的生活。
在一日又一日漫步徘徊的生活中，千都與尤莉有時會在殘存的建物裡，理解到一些過去人類曾有過的文明行為，像是宗教、音樂、藝術等等。她們有時也會遇到一些少數存活下來、靠著心中理念過活的人們，例如想完成整個都市路線地圖的金澤，或是想打造出飛機來飛往別處的石井。
某一天，千都與尤莉遇到了一個外型為白色長條狀、能吞下子彈的神祕生物，千都與尤莉之後收養了那頭生物，並將牠取名為「喵咪」。後續她們得知，喵咪是屬於一種被稱為「杏鮑菇」，是種能吞噬人類殘留在地球上各種能量物品的生物族群。之後一個要帶走喵咪離開的杏鮑菇向千都與尤莉表示著，她們應該是最後殘存的人類，不過有一處最高層的巨塔是牠們一族尚未前往的區域。
隨後千都與尤莉以杏鮑菇所說那棟的巨塔為目標，想前往巨塔的上頭來一探究竟。而前往巨塔頂層的路途中，千都與尤莉喪失了陪伴她們已久的半履帶摩托車，並且幾乎吃光所有的口糧。在走上一個巨大的螺旋狀階梯好不容易來到頂層後，她們發現那裏除了一顆外觀方正的巨石之外，就只是個積著雪、空無一物的平面。之後，千都和尤莉索性打了一場雪仗，並一起觀賞升起的黎明。最後段落是兩人坐在巨石旁吃完剩餘的食物後，姑且先睡著休息，等醒來再思考往後決定的場景下結束，留下一個開放式結局。

## 登場人物
千都
配音：水瀨祈（日本）；穆宣名（台灣）
本作主人公之一。一位身材嬌小的黑髮少女。性格冷靜沉著，擅長駕駛Kettenkrad半履帶摩托車，並懂得該車具的簡易維修。
平時喜歡閱讀書籍，常藉由書本了解人類過去的知識與行為，也時常寫日記記錄事蹟。她在運動能力方面不太好，並且有害怕高處的弱點。
她的夥伴尤莉常稱呼她為「小千」，儘管有時會被尤莉的行為困擾或激怒，但一直視尤莉為最珍惜的夥伴。
尤莉
配音：久保百合花（日本）；薛晴（台灣）
本作主人公之一。一位身材比千都高的金髮少女。性格開朗悠閒，擅長使用槍枝，平時坐在半履帶摩托車後方載貨台上與千都一同行動。
與千都性格相反，不愛閱讀和學習，因此較不了解一些生活上知識。喜歡吃東西，把填飽肚子列為優先事項，並且有很好的運動能力。
她常被千都稱呼為「小尤」，另外她的內心與千都相同，都把彼此視為最重要的人。
爺爺
配音：清川元夢（日本）；姜先誠（台灣）
千都和尤莉最親近的人，在千都和尤莉幼時便收養她們並將她們養育長大、教導她們，另有收藏過去人類遺留下來的書籍。
他在意識到將會發生戰爭時，為了讓千都和尤莉兩人活下去，要求她們騎上半履帶摩托車後，目送她們離開。
金澤
配音：石田彰（日本）；張至超（台灣）
一位將繪製廢墟都市路線地圖視為生存意義的男性。在企圖引爆炸倒一棟大樓作為橋梁時，與正巧經過的千都一行人碰面。
他在搭乘前往上層都市的升降梯時，因失去先前所有繪製的地圖而想自我了斷，之後在尤莉與千都的食物分享與鼓勵之下振作起來。離別時金澤將用來製圖的照相機送給她們。
石井
配音：三石琴乃（日本）；龍顯蕙（台灣）
一位將打造出飛機藉此飛往到別處視為生存意義的女性。她與千都一行人碰面後，以修理千都的半履帶摩托車為條件，讓對方協助她製造飛機。
她在飛機完成後，駕駛飛機想飛到對面的城市，但在飛行途中意外遭遇機身分解，之後靠著降落傘逃脫。在飛行失敗後，露出了無奈但又滿足的微笑。
喵咪
配音：花澤香菜（日本）；曾詩淳（台灣）
一種外觀全白、長條狀的不明生物。千都認為牠長得很像書上提過的貓，於是稱呼牠為「喵咪」，並帶上牠一同旅行。
牠能以子彈之類的物品為食，前腳也能變形成任意形狀來打開各種鎖具，並且可透過通訊之類設備作為媒介來發出聲音與人類溝通。
杏鮑菇
配音：島本須美（日本）；龍顯蕙（台灣）
與喵咪屬同一種類的神祕生物。牠們的族群在末日世界裡冒出，以吞噬吸收掉人類殘留在世界各處的電池、核彈等各種具有高能量物質來淨化世界作為使命。
牠們在外型上有兩種形態，一種是與喵咪相似的長條狀，另一種是與杏鮑菇相似的外型，其中杏鮑菇外型可在頭頂部傘狀結構撐開後在空中漂浮。
自律機械（じりつきかい）
配音：梶裕貴（日本）；張至超（台灣）
一個食用魚類生產工廠裡的管理型機械，在文明瓦解後的世界仍依照指示持續照料僅存的食用魚。
它具備著能理解人際關係裡「同理心」的程式功能，因此可以用人類的立場來與千都和尤莉對話交流。
人工智能（じんこうちのう）
維護最上層城市第六主幹塔系統運作的人工智能，能夠透過影像投射的方式，塑造出擬人化外觀的投影來呈現在人類面前。
在文明瓦解後的世界與其它人工智慧失去聯繫，对只能孤獨維護主幹塔的情況感到厭倦，因此等待著能夠替它授權執行終止運作指令的人類出現。

## 構想
作者過去就讀大學時在畢業前有參加同人社團活動，並將一些作品上傳到網路上展示。在出版商新潮社注意到的作品後，邀請發表個人原創漫畫。之後於2014年2月，開始在新潮社的漫畫連載網站水母Bunch上推出個人首部商業漫畫《少女終末旅行》，內容起源自過去在同人誌上發表過的一篇內容以一對少女在廢墟都市裡遊走的短篇漫畫。
在敘事與觀點的表現手法上，有以過去喜歡的小說，如村上春樹的《挪威的森林》、《舞·舞·舞》以及江國香織的《那年，我們愛得閃閃發亮》等著書來參考。作品裡的末世界風格，有在貳瓶勉的漫畫《探索者！》中獲得啓發，其中一些廢墟場景有從在大學上課時認識的藝術家創作中獲得靈感，例如里查·塞拉的雕塑作品。
角色塑造方面，雖沒把自身的性格投射在主角千都與尤莉上；但有把自己內心想過的一些疑惑來透過她們兩人反應出。另外當時熱衷於戰爭題材電影，因此挑選了軍用服裝作為千都與尤莉的穿著，其中千都與尤莉使用的車具Kettenkrad半履帶摩托車，是在過去觀賞《搶救雷恩大兵》時所注意到的交通工具，認為這種車具適合她們兩人旅行使用，便將此採用在漫畫中。其它一些現實裡存在的軍用器具也有被引用在漫畫裡頭，例如在第三十話裡出現，過去由蘇聯建造的颱風級核潛艦。
漫畫在連載2/3階段時有被改編成電視動畫，其中在與動畫導演尾崎隆晴討論的過程裡，也有額外出現讓構想漫畫結尾場景的想法。當時是尾崎隆晴曾向表示著，看了這篇漫畫有讓他想要做出一個螺旋迴圈狀般的畫面，之後以尾崎隆晴這番話為契機，在漫畫結尾處安排了一個螺旋狀的巨大階梯讓千都與尤莉爬上。
- 千都穿戴的鋼盔是一戰期間英國軍方使用的布洛迪鋼盔[23]。
- 尤莉穿戴的鋼盔是一戰期間德國軍方使用的德式鋼盔[23]。
- 二戰期間德國生產的Kettenkrad半履帶摩托車，採用為劇中千都與尤莉移動的載具[24]。
- 尤利攜帶的槍枝是日本在二十世紀初期生產的三八式步槍[25]。

## 出版書籍
漫畫單行本首集是在2014年11月8日由新潮社發行，於推出首週在COMIC ZIN網站的銷售排行為第4名成績。內容裡有特別邀請曾在《強襲魔女》、《少女與戰車》等軍武題材動畫中擔任劇本的鈴木貴昭，來在單行本附加專欄裡對漫畫裡出現的Kettenkrad半履帶摩托車做詳細解說。另外透過Melonbooks平台販售的限量版單行本，有附贈由創作、名為《少女週末旅行》的番外短篇小冊子。作品隨後一共推出6集單行本，其中第6集的首週銷售成績有在COMIC ZIN網站的銷售排行拿下榜首，另外也有在該集補充一小段延續漫畫結尾處的後記章節。
日本海外版本方面，亞洲地區的繁體中文版是由台灣青文出版社取得授權推出，韓語版為鶴山文化社出版。北美一帶的英語版則由Yen Press負責發行。歐洲地方的俄語版是由AST獲得授權。陆版由力潮文创旗下千本樱文库出版。
KADOKAWA另外有推出兩本匯集多人以《少女終末旅行》為主題創作的漫畫選集，作者陣容包含有漫畫家Hato Popoko、atto、以及插畫家Komatsu Shinya等人，也有親自參與該兩本漫畫選集的封面繪製與章節創作。
| 冊數 | 新潮社        | 新潮社                                                                | 青文出版社     | 青文出版社             | 力潮文创  | 力潮文创                |
| 冊數 | 發售日期      | ISBN                                                                  | 發售日期       | ISBN / EAN             | 發售日期  | ISBN                    |
| ---- | ------------- | --------------------------------------------------------------------- | -------------- | ---------------------- | --------- | ----------------------- |
| 1    | 2014年11月8日 | ISBN 978-4-10-771781-8                                                | 2018年1月22日  | EAN 471-801-602-753-4  | 2025年1月 | ISBN 978-7- 5729-1767-7 |
| 2    | 2015年7月9日  | ISBN 978-4-10-771830-3                                                | 2018年4月10日  | EAN 471-801-602-850-0  | 2025年1月 | ISBN 978-7- 5729-1767-7 |
| 3    | 2016年2月9日  | ISBN 978-4-10-771874-7                                                | 2018年9月17日  | ISBN 978-986-356-560-4 | 2025年3月 | ISBN 978-7- 5729-1765-3 |
| 4    | 2016年11月9日 | ISBN 978-4-10-771929-4                                                | 2018年11月22日 | ISBN 978-986-356-679-3 | 2025年3月 | ISBN 978-7- 5729-1765-3 |
| 5    | 2017年9月8日  | ISBN 978-4-10-772009-2                                                | 2019年1月19日  | ISBN 978-986-356-762-2 | 2025年4月 | ISBN 978-7- 5729-1766-0 |
| 6    | 2018年3月9日  | - ISBN 978-4-10-772019-1（限定版） - ISBN 978-4-10-772060-3（通常版） | 2019年6月20日  | ISBN 978-986-356-934-3 | 2025年4月 | ISBN 978-7- 5729-1766-0 |

| 冊數 | 標題 | KADOKAWA       | KADOKAWA               | 封面插畫家 |
| 冊數 | 標題 | 發售日期       | ISBN                   | 封面插畫家 |
| ---- | ---- | -------------- | ---------------------- | ---------- |
| 1    |      | 2017年10月13日 | ISBN 978-404-069-520-4 |            |
| 2    |      | 2020年2月28日  | ISBN 978-404-064-361-8 |            |

## 後續
在單行本第六集附加的後記章節裡，畫了幾張場景圖，其中最後一張圖內容為原本應該是千都與尤莉靠在方正巨石旁睡著的地方，變成是現場只留下她們的物品，兩人已不見蹤跡，另外巨石一處剝落的外觀也浮現出神祕符號。
連載完《少女終末旅行》後，於2019年開始創作個人第二部漫畫作品《蘑菇的擬態日常》。在該漫畫中，出現了雖未提及姓名；但外觀與言行都跟千都和尤莉雷同的一對女性配角，日本流行文化網站OTAQUEST對這樣子的劇情安排其背後是否有特別用意感到好奇。

## 評價
在首部《少女終末旅行》單行本推出時，日本寶島社出版的漫畫指南《這本漫畫真厲害！》中，對於故事裡最後的發展結果感到好奇，並想要透過千都與尤莉的眼光，來好好欣賞這個末日世界的終結景色。另外在2019年舉行的第50屆日本星雲獎上，《少女終末旅行》有獲得漫畫部門獎項榮譽。
日本海外的反應方面，美國圖書館協會旗下部門青少年圖書館服務協會有把此漫畫列為2018年最好的青年圖書作品之一。媒體看法部份，動漫評論網站The Comic Journal的專欄上表示著《少女終末旅行》所想表達的觀點，令人想起漫畫《Krazy Kat》中，當老鼠角色Ignatz問著貓咪角色Krazy說妳對未來抱持樂觀或是悲觀主義時，Krazy回答說「我認為是一片迷霧」，在這部作品裡的世界沒有未來，但千都和尤莉仍照樣前進、作樂，儘管激勵她們兩人的不是希望。科幻網站Tor.com稱讚漫畫裡的構圖成功表達出整個世界被愚蠢的肇事者給搞亂顛覆後被拋棄的感覺，另外以療癒系風格漫畫來說，採用荒廢的末日世界作為故事背景或許聽起來很奇怪；但《少女終末旅行》證明了這樣做不僅可行，而且效果可以表現得很好。大眾娛樂網站NerdSpan反應出曾看過薩繆爾·貝克特與尚-保羅·沙特著書的讀者，或許會在翻閱此篇漫畫時產生對那幾位作家的聯想；但不同的是《少女終末旅行》並沒有演變成絕望文學，反而像在提醒著當物質文化累積到某種程度時，才會帶來絕望。英國動畫新聞網站Anime UK News肯定在這本漫畫裡用錯綜的線條畫法，成功營造出廢墟城市的氣氛，另外提到在單行本第一集第五話《洗衣》中，千都與尤莉將撿到的死魚烤來吃掉後，把魚剩餘的骨頭放回水流中，想要讓魚骨頭可以繼續順著水流旅行的舉動，能令人感到一種孩童般的純真。負面看法部分，動漫新聞網站TheOASG的專欄批評漫畫裡的畫技不夠精細，像是直接使用鋼筆在沒用鉛筆打底的紙張上繪圖，漫畫裡除了一些較大的跨頁畫面之外，整體的美術並沒特別亮眼表現。
另外在作者的看法上，單行本第二集第十三話描述千都與尤莉在下雨的午後，躲在遮雨處裡聽著雨滴打在各種東西上時，她們兩人產生出音樂節奏聯想的章節《雨聲》，是他個人對這份作品裡表現滿意的地方。

## 電視動畫
2017年7月初在美國洛杉磯的Anime Expo日本動畫展覽會上，宣布了由WHITE FOX動畫工作室製作的《少女終末旅行》電視動畫消息，並同步釋出相關美術圖。同年8月期間，公開了動畫版的廣告音樂影片。
起初，《少女終末旅行》漫畫出版商KADOKAWA旗下負責動畫企劃的製作人田中翔在看了原作漫畫後，內心很想將此作品改編搬上電視舞台，之後他攜帶原作前兩集單行本到WHITE FOX，介紹給該動畫室社長岩佐岳認識。在岩佐岳認可漫畫內容，有機會將《少女終末旅行》改編成電視動畫後，起初WHITE FOX一方對於漫畫特有的風格是否能夠作到一集30分鐘長度感到疑惑，認為一集15分鐘長度就應該差不多。對於此點田中翔認為過去也曾有劇情裡只有兩個人、並且是幾乎沒有對白的電影，最後仍敲定成一集約30分鐘長度。
導演的挑選上，WHITE FOX的動畫製作人吉川綱樹考慮到需要有能夠理解原作漫畫內容、以及在數位作畫與3D畫面創作有一定水準程度的人選，之後便相中了尾崎隆晴。另外也找來有能力將作畫風格表現在螢幕上的戶田麻衣擔任作畫監督與角色設計，以及讓參與過多部日常系動畫的三宅昌和擔任美術監督等以上人物組成製作團隊。另外就尾崎隆晴個人而言，他過去曾有獨自前往長崎縣軍艦島、池島炭礦等廢墟地點旅行，或是有在下雨的郊外夜晚裡聽著雨聲打在帳篷上等體驗，因此對《少女終末旅行》這部漫畫有著令他特別感觸的地方。

### 動畫製作

#### 方向
在電視動畫版的表現重點上，導演尾崎隆晴指示出整個作品世界給人的感受，要像是個螺旋般的迴圈，當一件事件結束後又出現另一次的開始，如此般地不斷重複。而處在這樣子世界的千都與尤莉，她們並沒有會特別想要去解決的問題，也沒有特別要負擔的責任或義務，就只是活在這種結束後又重新開始的反覆生活。
感情的描寫上，會讓千都與尤莉體驗到陪在身邊的彼此才是最重要的事物，當她們兩人都互相存在時，才能夠一同生存下去。千都與尤莉之間平時互動的部分，尾崎隆晴提到要讓她們對話時不要用眼對眼的模樣來交談，而是用很隨意地看著四周、不會刻意去看對方面孔的方式來互相搭話。直到最後一集，才安排讓她們了解到彼此在心裡的重要性後，互相認真看著對方的場面。
在作品的音效部分，尾崎隆晴認為雖然原作漫畫是個寂靜的末日世界，但人在寂靜的環境下，反而會特別去注意到像是風或是來自遠方的某個聲音，因此想逆道而行，用添加各種音效方式來表現出一種寂靜的感覺。其中作品的舞台是廢墟都市，在幾乎沒生物存在的機械化環境裡，水會是生命的象徵，所以著重在流水、水滴、雨的聲音表現。另外水的流動畫面，也被尾崎隆晴採用在反應出章節主題的抽象表現，例如第9集的章節《生命》。
動畫版劇情是改自於單行本的前4冊，因動畫版製作時原作仍在連載中，負責劇本的筆安一幸有與原作者請教劇情上往後會出現的背景設定，之後筆安一幸在動畫第一集加入千都對離開老爺爺時的回憶，便是在單行本前4冊裡還尚未出現的內容。角色描述上，筆安一幸添加能讓觀眾感受到千都與尤莉之間深厚關係的細節表現，例如在原作漫畫第一話裡，千都離開車輛的駕駛座後，下一個畫面就是千都在車輛後方裡，直接把被子蓋在自己與尤莉身上後睡覺；在動畫版中，筆安一幸是安排成讓千都先替尤莉蓋好被子後，自己再入睡的描寫。

#### 作畫
各話的場景數平均大約落在250到270個鏡頭，雖然比起一般電視動畫的數量少了50個左右，但3D畫面的比重偏多，平均佔了各集約100個鏡頭。包含Kettenkrad半履帶摩托車、自律機械等都是透過3D作畫構成。
負責動畫版角色設計的戶田麻衣在千都與尤莉的畫法以維持簡單為主，也避免添加較多的陰影效果。一般的動畫角色在表達情緒時，會讓臉部的眉毛用上下跳動、浮動起來的方式來呈現生動模樣；戶田麻衣對千都與尤莉的眉毛畫法，則僅用一條幾乎看不清的線來表現，也幾乎不讓她們的眉毛有動態效果，想以這種維持原作的畫風方式，作為角色表達情緒的挑戰。另外考量到一般觀眾在觀賞動畫時最先注意到的會是角色的眼睛，因此動畫版與原作在瞳孔的風格上有著差異。動畫版有在瞳孔上添加反光的效果，尾崎隆晴認為原作漫畫迷對這一點可能會有正反意見；但若缺少帶反光效果的瞳孔，動畫的人物表現會不好製作。
整體的美術表現上，美術監督三宅昌和依據尾崎隆晴的要求，不把廢墟畫成混雜髒亂的模樣，而是弄成帶有某種特殊美感的味道。因作品裡有出現雪的場面佔相當高的比例，為了作出質感不同於一般的雪景，三宅昌和準備了約20種的材質來因應。雖然作品的舞台廢墟都市給予人印象會是個灰色世界，三宅昌和為了避免整體色彩單調，有設法將其它色彩融合在其中。
《少女終末旅行》的開頭動畫分鏡為導演尾崎隆晴完成，出發點是想以輕快的內容，來讓觀眾有與千都和尤莉一起愉快旅行的感覺。片尾動畫段落，則是由原作者親自繪製完成。起初構想的片尾動畫內容，是千都與尤莉默默升著火的平淡場景，在聽到搭配的片尾曲《More One Night》是明快節奏後，將內容改成兩人互相打鬧嬉戲的場景為主。之後以鉛筆完成了約400張的原畫畫稿，並在動畫第二集首次公開。

#### 音效
雖然原作漫畫是以幾乎沒有生物存活的寂靜末日世界為舞台，負責聲音效果的古谷友二與尾崎隆晴討論時，尾崎隆晴指出風與水這些自然現象依舊存在，所以仍是個充滿聲音的世界，提出從動畫第一集開始就可以逐漸添加各種音效的指示。也有向古谷友二提及，劇中從廢墟都市裡傳出來的聲音、與Kettenkrad半履帶摩托車的移動聲，會是代表作品的重點聲音。
在動畫第五集《雨聲》裡出現的雨滴聲，被安排為重要的表現場景。古谷友二藉由在第一集裡，所出現具有相當真實感的水滴聲為基礎來製作，之後將像是敲擊樂般的雨滴聲與插入曲的前奏混合，表現出既像音效又像音樂的聽覺體驗。
在一些機器方面的音效，如工廠裡照料食用魚的自律機械所發出的信號聲，是古谷友二將摩斯密碼加工後產生的效果。千都與尤莉使用的Kettenkrad半履帶摩托車音效，是透過漫畫中出現的音效擬聲詞「咚咚咚咚」作為參考，將小漁船、曳引機、耕運機、戰車等發出的聲音混合起來完成。

#### 配樂・歌曲
負責動畫配樂的末廣健一郎在翻閱原作漫畫時，認為充滿著寂靜的世界觀，一開始考慮採用作曲家布萊恩·伊諾風格的音樂，之後與尾崎隆晴討論後，尾崎隆晴反應出希望使用不插電的樂器來演奏，以及有主題曲用歌唱方式表現的請求。末廣建一郎之後先完成了《少女終末旅行-主題曲-》、《寂靜的旅路》、《末世的午後》，以上三個曲目作為基礎來延伸創作，並著重透過豎琴演奏來表現女子之間的氣氛，末廣建一郎也額外引用他個人中意的蕭邦夜曲Op.9,No.2降E大調在動畫中。在主題曲中穿插的歌唱表現部分，末廣建一郎是請與他多次合作過的MAYUKO協助，其中MAYUKO是在主題曲裡插入許多新詞來演唱。對末廣建一郎來說，一般電視動畫曲目的時間都不應太長，但《少女終末旅行》劇情內容讓他認為有使用長曲子的需要，並引用了他之前為動畫《Re:從零開始的異世界生活》作曲時，同樣有將曲子加長的經驗。
動畫的開頭曲《動起來、動起來》是由毛蟹創作，毛蟹認為與其用作品的世界觀來當歌曲的主題，他更想從角色方面來著手，於是創作了這首像是千都與尤莉互相一來一往、停不下來對話的曲子。片尾曲《More One Night》為emon(Tes.)作詞編曲、Hige Driver作曲完成，該歌曲開頭冒出的第一句歌詞「結束之前都不算結束」，來自於emon(Tes.)與Hige Driver討論曲子內容討論到出現許多看法，心裡覺得根本沒辦法討論完時瞬間冒出的靈感，另外歌詞裡「還沒結束」的日語發音，剛好與歌曲名稱「More One Night」相似而互相呼應。插入曲《雨滴之歌》則是由baker完成，是透過錄下許多水滴滴在空罐或鍋子等物品的音效後，將各段音效組合成洽當的節奏為基礎來後續創作，這首曲子也在音響監督明田川仁的建議下，以哼歌的方式成為作品最後一集的片尾曲。

#### 配音
劇中千都與尤莉的配音，分別由水瀨祈與久保百合花兩名聲優擔任，她們也負責動畫中開頭、片尾、插入曲的演唱。配音過程中並未對水瀨與久保兩人有特定的要求或指示，以讓她們自由發揮為主。
動畫在後半段集數裡，有安排不少讓水瀨祈與久保百合花兩人即興演出的哼歌段落，例如第六集中尤莉哼的「絕望之歌」、第七集裡一起揉麵糰的部份、第八集喝醉後一同唱歌跳舞作樂的橋段、或是第十集片尾曲後一小段千都在尤莉面前哼歌等等場景。其中久保百合花在第九集裡，當尤莉要跳下水槽游泳前即興喊出了「奴～～」這樣的擬聲詞，讓尾崎隆晴對這演出效果感到意外有趣且滿意。而她們兩人之間不受限演技的配音演出，也得到的欣賞，並覺得有將這部作品裡一些感覺曖昧的部份給表現出來。
水瀨祈對於自己所擔任角色千都的印象，是一個外表樸實、友善的少女，且對於千都的第一句台詞就是在講「吵死了」感到稀奇；久保百合花對尤莉的印象，是個用本能思考的角色、性格不易捉摸，並且似乎有不為人知的一面。為角色配音的過程裡，令她們印象深刻的場景方面，有第十一集中尤莉用巨大戰爭機器人的破壞光束將整個城市毀滅的橋段，這讓她們感受到超越畫面所表達出的緊張氣氛，以及尤莉因對世間道理的認知不多，會做出令人感到危險的行為一面。另外也有第二集中尤莉不小心將千都的書籍燒掉的場面，她們認為在那一段可以觀察出千都與尤莉兩人之間關係的整體情況。

#### 活動
動畫的預告影片在2018年8月期間公開，之後在9月裡宣布了水瀨祈與久保百合花兩人為此動畫配音的消息。
後續在原作漫畫即將連載完畢的2018年2月期間， 於位在東京原宿的ACG LABO大樓裡舉辦展示電視動畫與原作漫畫相關設計內容的美術展，會場另外包含作者當時替片尾動畫繪製的分鏡圖。漫畫連載結束後，於同年3月9日舉辦了邀請尾崎隆晴與一同參加位在阿佐谷酒吧會場Asagaya/Loft A，所進行的粉絲對談活動。

### 各話
動畫版共有十二集話數，編劇筆安一幸將前三話歸類在系列的第一部份，第四話至第八話的第二部份為千都與尤莉登上較高階層城市後的經歷，第九話以後的第三部份以登場人類以外的角色為主。
當時在各話播出時，有親自繪製代表各話內容的插圖，並將這些作品放在個人推特上展示。原作漫畫的連載網站水母Bunch也有在動畫播出的每一週裡，公開來自各方漫畫家、插畫家為節目應援的插圖，當中包含有大童澄瞳、酷教信徒、原悠衣、Hato Popoko、以及Cloba·U等人的創作。
| 話數 | 日文標題 | 中文標題     | 分鏡     | 演出     | 作畫監督                                              |
| ---- | -------- | ------------ | -------- | -------- | ----------------------------------------------------- |
| 1    |          | 星空戰爭     | 尾崎隆晴 | 尾崎隆晴 | 戶田麻衣                                              |
| 2    |          | 洗澡日記洗衣 | 尾崎隆晴 | 土屋浩幸 | 小野田貴之                                            |
| 3    |          | 相遇都市街燈 | 尾崎隆晴 | 武市直子 | 相澤秀亮                                              |
| 4    |          | 照片寺院     | 小澤一浩 | 小澤一浩 | 山本善哉                                              |
| 5    |          | 住所午睡雨聲 | 尾崎隆晴 | 尾崎隆晴 | 中山                                                  |
| 6    |          | 故障技術起飛 | 川村賢一 | 土屋浩幸 | 永吉隆志                                              |
| 7    |          | 迷路烹飪     | 迫井政行 | 三上喜子 | 中村和久、井川典惠                                    |
| 8    |          | 記憶螺旋月光 | 小澤一浩 | 小澤一浩 | 渡邊八惠子、本宮亮介                                  |
| 9    |          | 技術水槽生命 | 尾崎隆晴 | 土屋浩幸 | 相澤秀亮、平村直紀、小野田貴之                        |
| 10   |          | 電車波長捕獲 | 小澤一浩 | 平向智子 | 永吉隆志、渡邊八惠子                                  |
| 11   |          | 文化破壞過去 | 小澤一浩 | 三上喜子 | - 山本善哉、木宮亮介、平村直紀 - 渡邊八惠子、中田正彥 |
| 12   |          | 連接夥伴     | 尾崎隆晴 | 尾崎隆晴 | 井川典惠、中山、中村和久                              |

### 播放單位
節目自2017年10月6日起在AT-X與BS11等電視頻道、以及AbemaTV網路電視台向日本全國播放公開。日本海外則有巴哈姆特動畫瘋、Anime Strike等網路播放平台取得授權放送。
| 播放地區 | 播放電視台        | 播放日期                 | 播放時間（UTC+9）         | 所屬聯播網 | 備註                   |
| -------- | ----------------- | ------------------------ | ------------------------- | ---------- | ---------------------- |
| 日本全國 | AT-X              | 2017年10月6日－12月22日  | 星期五 21時30分－22時00分 | 衛星電視   | 參與此部動畫製作電視台 |
| 日本全國 | BS11              | 2017年10月6日－12月22日  | 星期五 23時00分－23時30分 | 衛星電視   | 《ANIME+》節目         |
| 東京都   | TOKYO MX          | 2017年10月6日－12月22日  | 星期五 22時30分－23時00分 | 獨立UHF局  | -                      |
| 兵庫縣   | SUN電視台         | 2017年10月6日－12月22日  | 星期五 24時00分－24時30分 | 獨立UHF局  | -                      |
| 京都府   | KBS京都           | 2017年10月6日－12月22日  | 星期五 25時30分－26時00分 | 獨立UHF局  | -                      |
| 愛知縣   | 愛知電視台        | 2017年10月7日－12月23日  | 星期六 26時50分－27時20分 | 東京電視網 | -                      |
| 福岡縣   | TVQ九州放送       | 2017年10月9日－12月25日  | 星期一 26時30分－27時00分 | 東京電視網 | -                      |
| 日本全國 | AbemaTV           | 2017年10月6日－12月22日  | 星期五 22時00分－22時30分 | 網絡電視   | 第1話特別預先播放      |
| 日本全國 | Niconico動畫      | 2017年10月13日－12月29日 | 星期五更新                | 網絡電視   | 第1話與最新話免費播放  |
| 日本全國 | d動畫商城         | 2017年10月13日－12月29日 | 星期五更新                | 網絡電視   | -                      |
| 日本全國 | GYAO!             | 2017年10月13日－12月29日 | 星期五更新                | 網絡電視   | -                      |
| 日本全國 | 樂天電視          | 2017年10月13日－12月29日 | 星期五更新                | 網絡電視   | -                      |
| 日本全國 |                   | 2017年10月13日－12月29日 | 星期五更新                | 網絡電視   | -                      |
| 日本全國 | 萬代頻道          | 2017年10月13日－12月29日 | 星期五更新                | 網絡電視   | -                      |
| 日本全國 | U-NEXT            | 2017年10月13日－12月29日 | 星期五更新                | 網絡電視   | -                      |
| 日本全國 | 亞馬遜影片        | 2017年10月13日－12月29日 | 星期五更新                | 網絡電視   | -                      |
| 日本全國 | Hulu              | 2017年10月13日－12月29日 | 星期五更新                | 網絡電視   | -                      |
| 日本全國 |                   | 2017年10月13日－12月29日 | 星期五更新                | 網絡電視   | -                      |
| 日本全國 | J:COM 点播        | 2017年10月13日－12月29日 | 星期五更新                | 網絡電視   | -                      |
| 日本全國 |                   | 2017年10月13日－12月29日 | 星期五更新                | 網絡電視   | -                      |
| 日本全國 | DMM.com           | 2017年10月13日－12月29日 | 星期五更新                | 網絡電視   | -                      |
| 日本全國 |                   | 2017年10月13日－12月29日 | 星期五更新                | 網絡電視   | -                      |
| 日本全國 |                   | 2017年10月13日－12月29日 | 星期五更新                | 網絡電視   | -                      |
| 日本全國 | HAPPY！動畫       | 2017年10月13日－12月29日 | 星期五更新                | 網絡電視   | -                      |
| 日本全國 | 富士電視台点播    | 2017年10月13日－12月29日 | 星期五更新                | 網絡電視   | -                      |
| 日本全國 |                   | 2017年10月13日－12月29日 | 星期五更新                | 網絡電視   | -                      |
| 日本全國 | PlayStation Store | 2017年10月18日－12月27日 | 星期三更新                | 網絡電視   | -                      |

| 播放地區 | 播放電視台     | 播放日期                | 播放時間（UTC+8）                                   | 所屬聯播網 | 備註         |
| -------- | -------------- | ----------------------- | --------------------------------------------------- | ---------- | ------------ |
| 中國大陸 | bilibili       | 2017年10月6日－12月22日 | 星期五 22時00分 更新                                | 網絡電視   | 簡體中文字幕 |
| 台灣     | 巴哈姆特動畫瘋 | 2017年10月6日－12月22日 | 星期五 22時00分 更新                                | 網絡電視   | 繁體中文字幕 |
| 台灣     | Animax Asia    | 2018年9月30日－10月11日 | 每日 0時30分－1時00分                               | 衛星電視   | 繁體中文字幕 |
| 香港     | Animax Asia    | 2018年9月13日－10月19日 | - 星期一 8時00分－8時30分 - 星期二 8時00分－8時30分 | 衛星電視   | 繁體中文字幕 |

### 影音產品
動畫版的DVD與BD是在2018年1月24日至2018年3月28日期間共以3卷數量推出，在特典版的BD中另包含有動畫導讀手冊、尾崎隆晴製作的第一話完整分鏡集、以及由繪製的收納盒等附加物品。各卷BD當中，銷售成績最好的為第一卷，有在Oricon公信榜裡拿下動畫週內銷售第18名的成績。
由末廣健一郎創作的動畫原聲帶是在2017年12月20日發行，內容為兩片共40首曲目的音樂CD，當中包含毛蟹、emon(Tes.)與Hige Driver等人創作之開頭曲與片尾曲的鋼琴演奏版。原聲帶在Oricon公信榜的週內銷售排行裡最高成績為第55名。
另外水瀨祈和久保百合花演唱的片頭曲《動起來、動起來》、與片尾曲《More One Night》的CD單曲是在2017年12月11日同日推出，分別在Oricon公信榜的週內銷售裡得過第19與第23名的成績。其中在《動起來、動起來》CD收錄的B面歌曲《Endless Journey》是由坂井龍二作詞、Tomggg作曲，是未出現在動畫裡的角色歌曲；在《More One Night》收錄的B面歌曲，則是插入在動畫的《雨滴之歌》。
| 卷數 | 發行日期      | 收錄話數      | 規格編號   | 規格編號   |
| 卷數 | 發行日期      | 收錄話數      | BD         | DVD        |
| ---- | ------------- | ------------- | ---------- | ---------- |
| 1    | 2018年1月24日 | 第1話－第4話  | ZMXZ-11781 | ZMBZ-11791 |
| 2    | 2018年2月23日 | 第5話－第8話  | ZMXZ-11782 | ZMBZ-11792 |
| 3    | 2018年3月28日 | 第9話－第12話 | ZMXZ-11783 | ZMBZ-11793 |

| 發行日期       | 曲目 | 長度  | 唱片公司      | EAN           |
| -------------- | ---- | ----- | ------------- | ------------- |
| 2017年12月20日 | 40   | 119分 | Media Factory | 4935228172023 |

| 單曲標題       | 發行日期       | 曲目 | 長度 | 唱片公司      | EAN           |
| -------------- | -------------- | ---- | ---- | ------------- | ------------- |
| 動起來、動起來 | 2017年12月11日 | 4    | 17分 | Media Factory | 4935228172009 |
| More One Night | 2017年12月11日 | 4    | 16分 | Media Factory | 4935228172016 |

### 動畫版評價
| 媒體         | 累積平均得分 |
| ------------ | ------------ |
| CSFD         | 80%          |
| Douban       | 9.3 / 10     |
| FilmAffinity | 7.5 / 10     |
| IMDB         | 7.6 / 10     |
| KinoPoisk    | 7.8 / 10     |
| MyAnimeList  | 8.19 / 10    |
| 巴哈姆特     | 9.7 / 10     |

英國動畫新聞網站Anime UK News認為此部動畫風格容易讓人與《來自深淵》作比較，差別在《來自深淵》的角色有著明確的目標，而《少女終末旅行》是一個沒有目的的生存故事，此外劇情的節奏意外令人感到緩和舒適，讓人也聯想到另一部動畫《搖曳露營△》，Anime UK News另讚賞了劇中音效的逼真性，提及千都駕駛的Kettenkrad半履帶摩托車聽起來彷彿像是實際車輛的效果。其它動漫資訊網站如Manga Tokyo欣賞這部動畫在人道主義價值上的刻畫，以及客串角色喵咪的可愛迷人之處；但有著步調節奏過於緩慢的缺點，以及缺少對事件來由背景的進一步詳細說明。HoneysAnime稱讚這部作品在音效與美術上的表現，並有著哲學風味的劇情，不過也同樣指出作品有節奏緩慢，和有許多令人好奇但沒解釋清楚的背景設定等缺點。雜誌《Otaku USA》反應著雖然在劇情裡的世界似乎已經死去，但在華麗筆法下繪製出的環境背景呈現了該世界的迷人之處，並且與千都與尤莉這兩名臉孔圓嘟嘟模樣女孩形成有趣的對比。
在整部12話當中，動畫新聞網專欄上給予了第8話和第12話最高的評分。專欄提及第8話裡千都想要將遺物歸還給死者的舉動，為日本的「物哀」觀念，做出了最美的呈現。另外在該話片尾處她們喝醉酒後的行樂模樣，是一個能讓人感受到相當暖意的小插曲。對於第12話的看法，認為結局完美貫徹了此作品想表達的主題—「在荒蕪的世界裡尋找美好的事物」，如果你要挑選一個在荒島上生存時的動畫，那《少女終末旅行》會是個好選擇。
作品裡的歌曲配樂方面，HoneysAnime網站認為開頭曲《動起來、動起來》巧妙地用合成器把水瀨祈與久保百合花兩名主唱的聲音給混合，反應出一個穿越著毫無生氣世界旅程的模樣。而片尾曲《More One Night》帶有的迪斯可、趣味元素般曲風，有著聆聽起來比開頭曲更讓人感到舒適的感覺。至於第五集插入曲《雨滴之歌》以少量的打擊樂來搭配無伴奏合唱的方式，可說是動漫作品裡少見的。另外負責配樂的末廣健一郎也同樣表現出色，他完美捕捉到這部作品的憂鬱基調，並散發出一種簡潔的優雅。整體表現來看，《少女終末旅行》是近期裡有著最好音樂內容的動畫之一，也值得發燒友們注意。
動畫版也有被社群網站Crunchyroll舉辦的2018年度Crunchyroll動畫獎活動上，列為最佳日常系類型作品，和被多媒體評論網站IGN視為2010至2019年期間最好的動畫之一，以及被動畫新聞網挑選為2017年秋季最佳動畫作品之一，或是Niconico動畫所舉行2017年度最佳動畫票選活動上的第九名。另外動畫資訊網站AnimeAnime在2018年舉辦「最能代表旅行主題的動畫」之讀者調查活動裡，《少女終末旅行》有得到第二名的支持率。其它像作品的宣傳字句「日常的末世。」，在AnimeJapan2018年度活動上被選為當年最令人印象深刻的動畫廣告標語之一。或是在2021年年末，被AnimeHack選出最符合當年日本流行語（令人放鬆）含意的動畫作品之一。

### 短篇外傳動畫
《少女週末授課》是由蘆名實執導的《少女終末旅行》短篇外傳動畫，除了有從2017年10月6日開始在YouTube的KADOKAWAanime頻道上限時播放之外，同樣也在AT-X電視台上於本篇動畫各集的結尾處播放。
作品內容是千都與尤莉發現她們兩人突然沒來由地穿著學校制服，冒出在某間教室裡，之後在本篇動畫各集裡登場過的角色或物品陸續出現，在教室裡擔任向她們授課的教師，偏向詼諧劇情的動畫小品。
| 話數 | 日文標題 | 中文標題 | 播放日期       | 教師     |
| ---- | -------- | -------- | -------------- | -------- |
| 1    |          | 第1節    | 2017年10月6日  | 未登場   |
| 2    |          | 第2節    | 2017年10月13日 | 魚       |
| 3    |          | 第3節    | 2017年10月20日 | 金澤     |
| 4    |          | 第4節    | 2017年10月27日 | 石像     |
| 5    |          | 第5節    | 2017年11月3日  | 叠石     |
| 6    |          | 第6節    | 2017年11月10日 | 石井     |
| 7    |          | 第7節    | 2017年11月17日 | 薯       |
| 8    |          | 第8節    | 2017年11月24日 | 不明機械 |
| 9    |          | 第9節    | 2017年12月1日  | 自律機械 |
| 10   |          | 第10節   | 2017年12月8日  | 自律機械 |
| 11   |          | 第11節   | 2017年12月15日 | 喵咪     |
| 12   |          | 第12節   | 2017年12月22日 | 杏鮑菇   |

## 網路電台
《少女終末旅行〜GIRLS RADIO TOUR〜》是一檔網路電台節目，於2017年9月29日至12月29日每週星期五在音泉電台播放。節目是由千都的聲優水瀨祈與尤莉的聲優久保百合花負責主持。
電台節目在發行的CD版本中，有另外收錄水瀨祈與久保百合花前往位於琦玉縣的水槽設施首都圈外郭放水路之參訪過程。

## 備註
1. ↑  第2集第10話內容
2. ↑  第2集第13話內容
3. ↑  第5集第35話內容
4. 1 2  第1集第6話內容
5. 1 2  第2集第14話內容
6. 1 2 3  第4集第27話內容
7. 1 2 3 4  第4集第32話內容
8. ↑  第5集第38話內容
9. ↑  第6集第44話內容
10. 1 2 3  第6集第47話內容
11. ↑  青文與木棉花版本譯「千都」，Animax版本譯「千戶」
12. ↑  青文與木棉花版本譯「尤莉」，Animax版本譯「優莉」
13. 1 2  第5集第40話內容
14. ↑  第1集第8話內容
15. ↑  第2集第16話內容
16. ↑  青文版本譯「喵咪」，木棉花版本譯「嗚咪」，Animax版本譯「喵」
17. ↑  第4集第28話內容
18. ↑  第4集第30話內容
19. ↑  青文版本譯「自律機械」，木棉花版本譯「自律機器」，Animax版本譯「自動機」
20. ↑  第3集第23話內容
21. ↑  第3集第24話內容
22. 1 2  第5集第39話內容
23. ↑  第6集後記內容
24. ↑  為2021年1月底前累積結果
25. ↑  與《偶像大師SideM》同名次